# Paul Picquet
Pour les articles homonymes, voir Picquet.
Paul Picquet (Saint-Gilles, 15 janvier 1876 - Ixelles, 1956) est un architecte belge du début du XXe siècle représentatif du style Beaux-Arts.

## Biographie
Paul Picquet est formé à l'académie de Bruxelles entre 1893 et 1897. Il est le fils de l'architecte Jules Picquet, et est également le cousin de l'architecte Jules Mockel.
Il est membre de la Société centrale d'architecture de Belgique de 1897 à 1933.

## Carrière
Sa carrière est principalement consacrée au style Beaux-Arts (terme qui, en Belgique, désigne l'architecture éclectique du premier tiers du XXe siècle), bien qu'il ait à son actif quelques immeubles de style Art déco.
Cette carrière s'est déroulée principalement dans le quartier de l'avenue Molière à Ixelles, connu sous le nom de quartier Berkendael.

## Réalisations

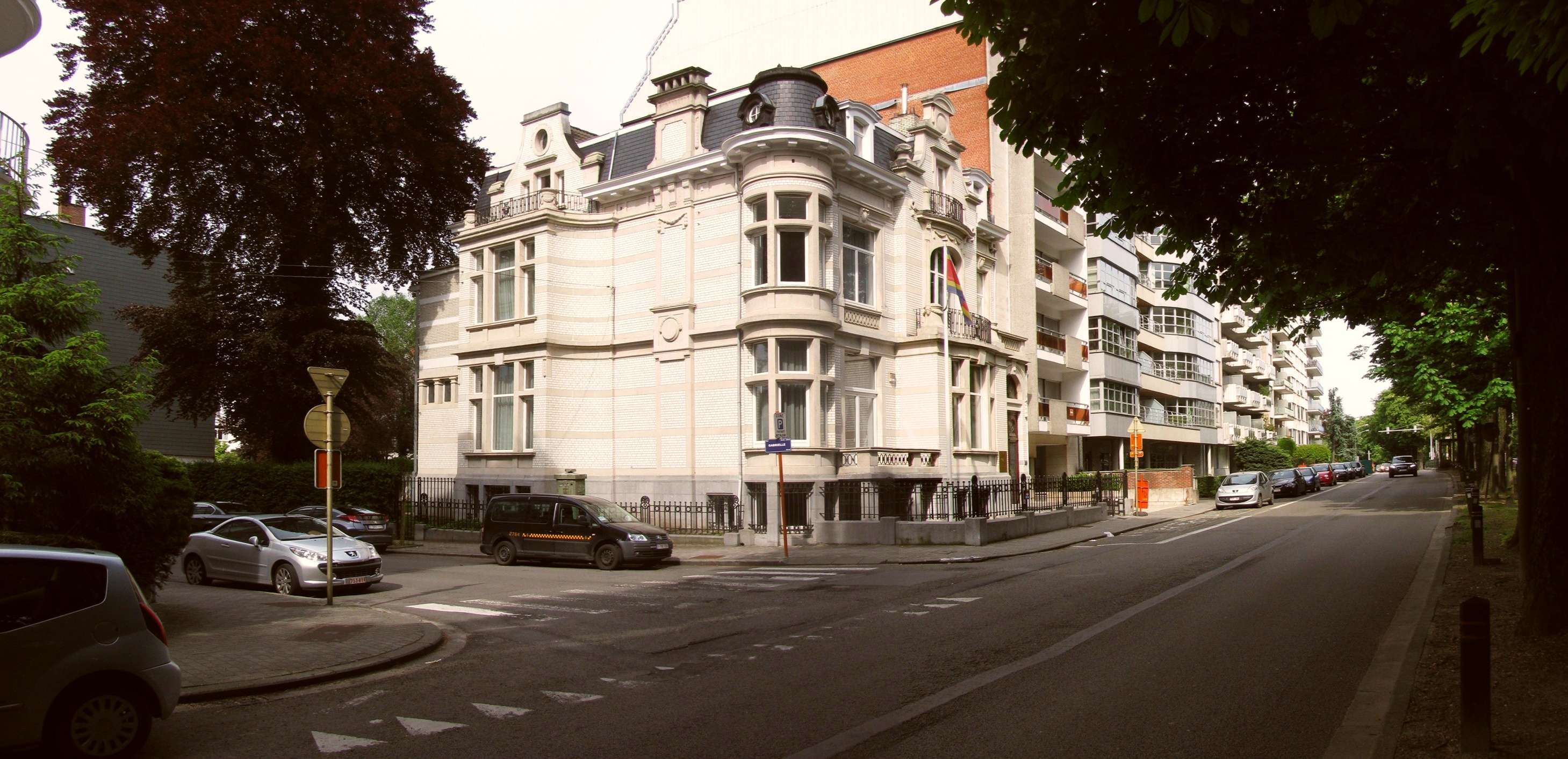
Ambassade du Swaziland, hôtel de maître par Paul Picquet (Avenue Winston Churchill à Uccle).

### Réalisations de style Beaux-Arts
- 1909 : Hôtel particulier du lieutenant Georges Michiels, avenue Molière 193[3]
- 1910 : avenue Molière 128[4]
- 1910 : Maison personnelle de Paul Picquet, avenue Molière 130[5]
- 1910 : avenue Molière 132[6]
- 1910 : Hôtel particulier, avenue Molière 207[7]
- 1910 : rue Franz Merjay 195[8]
- 1911 : avenue Molière 267[9]
- 1911 : rue Franz Merjay 180[10]
- 1911 : rue Franz Merjay 207[11]
- 1912 : rue de l'Abbaye 36[12]
- 1913 : rue Darwin 47[13]
- 1912 : rue Berkendael 94, 96, 98[14]
- 1912 : rue Berkendael 159[15]
- 1913-14 : avenue de l'Armée 57 et 59[16]
- 1915 : rue Franz Merjay 143, 145, 147, 149[17]
- 1922 : rue Emmanuel Van Driessche 62[18]
- 1924 : rue Emmanuel Van Driessche 54
- 1924 : boulevard de la Cambre 58[19]

### Réalisations de style Art déco

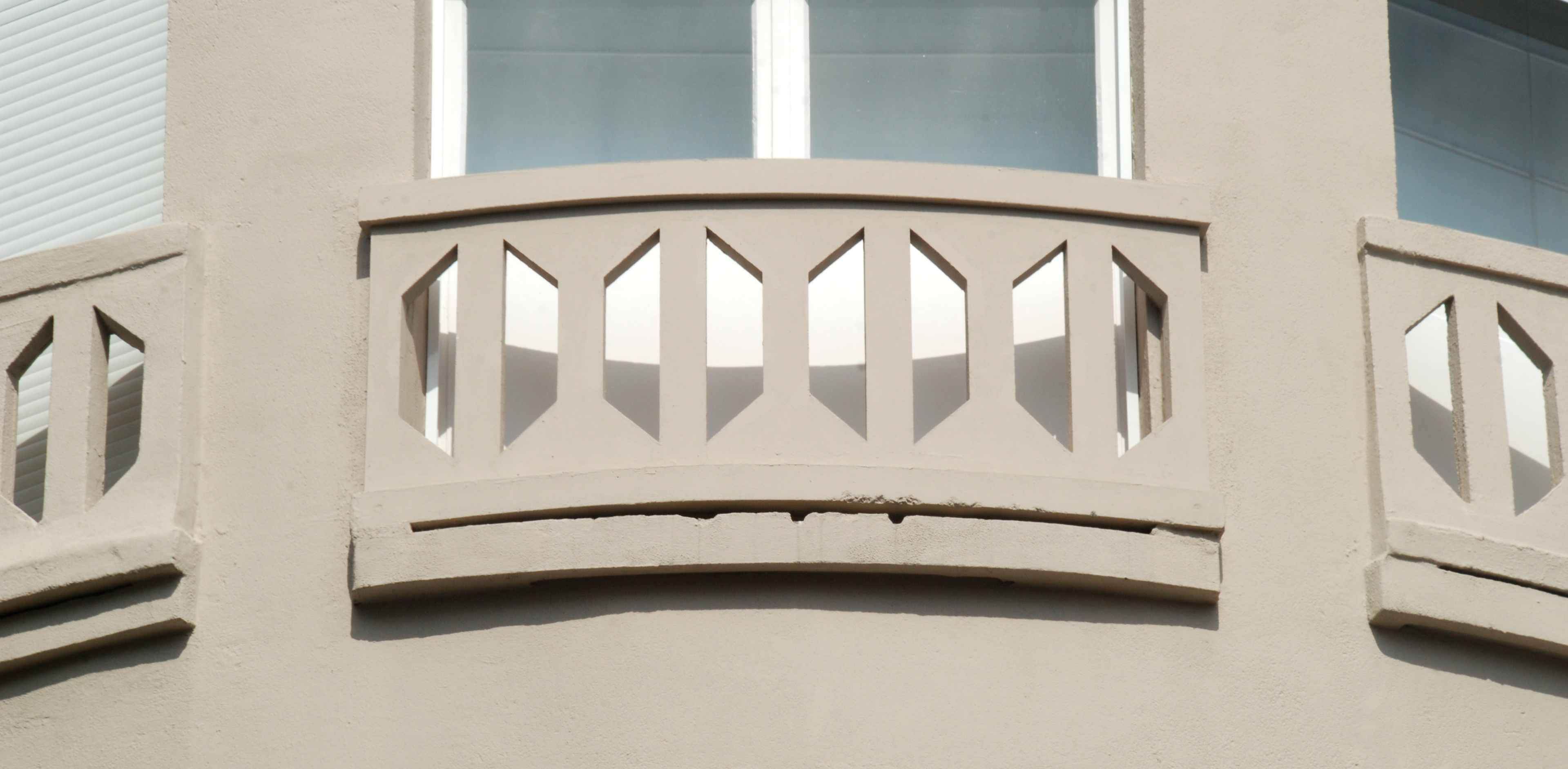
Place Georges Brugmann n°12-18 :
balcon en béton, ajouré pour plus de légèreté.

- 1928-1929 : Immeuble de style Art déco en béton armé recouvert de granito réalisé pour le compte de Léon Roersch, place Georges Brugmann n°12-18 (avec son fils Robert)[1],[20],[21]